# Symphyogyna rhodina
Symphyogyna rhodina là một loài rêu trong họ Pallaviciniaceae. Loài này được (Hook. f. & Taylor) Gottsche, Lindenb. & Nees mô tả khoa học đầu tiên năm 1846.